# Subarnakhal
Subarnakhal (en népalais : सुवर्णखाल) est un comité de développement villageois du Népal situé dans le district d'Arghakhanchi. Au recensement de 2011, il comptait 2 833 habitants.